# Kocaseyit, Havran
Kocaseyit là một xã thuộc huyện Havran, tỉnh Balıkesir, Thổ Nhĩ Kỳ. Dân số thời điểm năm 2010 là 1.534 người.